# Takin' Off
Takin 'Off — дебютний альбом джазового піаніста Гербі Генкока, що вийшов 4 липня 1962 р. лейблом Blue Note Records. У записі брали участь Фредді Габбард на трубі та Декстер Гордон на теноровому саксофоні. Альбом написаний в стилі хард-боп з характерними двома духовими та ритм-секцією. Блюзовий трек "Watermelon Man" потрапив у топ-100 хіт-параду синглів і став джазовим стандартом; це породило римейк у стилі фанк на альбомі Хенкока Head Hunters 1973 року. Альбом назвали «одним з найвдаліших і найбільш приголомшливих дебютів в літописах джазу». Він вийшов на компакт-диску в 1996 році трьома альтернативними дублями, а потім його переробив у 2007 році Руді Ван Гелдер.

## Трек-лист
1. "Watermelon Man" – 7:09
2. "Three Bags Full" – 5:27
3. "Empty Pockets" – 6:09
4. "The Maze" – 6:45
5. "Driftin'" – 6:58
6. "Alone and I" – 6:25

Бонусні треки при перевиданні
1. "Watermelon Man" (alternate take) – 6:33
2. "Three Bags Full" (alternate take) – 5:31
3. "Empty Pockets" (alternate take) – 6:27

## Виконавці
- Гербі Генкок — фортепіано
- Фредді Габбард — труба
- Декстер Гордон — тенор-саксофон
- Бутч Воррен — контрабас
- Біллі Гіґґінс — барабани